# Hegira
Hegira (tiếng Ả Rập: هجرة, cũng Latinh hóa là Hijra và Hijrah) là cuộc di chuyển hay hành trình nhà tiên tri Hồi giáo Muhammad và những môn đồ của ông từ Mecca đến Yathrib, sau này được ông đổi tên thành Medina, trong năm 622 CE. Vào năm 622 CE, sau khi được cảnh báo về một âm mưu ám sát ông, Muhammad bí mật rời khỏi nhà của ông ở Mecca di cư đến Yathrib, 320 km (200 mi) về phía bắc của Mecca, cùng với người đồng hành của ông Abu Bakr. Yathrib đã sớm đổi tên Madinat an-Nabi, nghĩa là "Thành phố của các tiên tri", nhưng an-Nabi đã sớm bị bỏ, vì vậy tên của nó là "Medina", có nghĩa là "thành phố".